# 후문
후문(侯汶, ? ~ ?)은 후한 말의 정치가로, 자는 문림(文林)이며 병주(幷州) 태원군(太原郡) 중도현(中都縣) 사람이다.

## 생애
사공(司空) 종구(宗俱)의 문하생으로, 그를 기리는 비문을 세울 때 문하생으로서 비석 뒷면에 이름을 기록했다.
흥평(興平) 원년(194년), 4월에서 7월에 이르기까지 삼보(三輔)에 대기근이 들었다. 이에 헌제(獻帝)는 정사를 파하고 기우제를 지냈으며, 죄인들을 사면해 주고 형을 가볍게 하였다.
이때 쌀은 한 섬에 50만 전, 콩과 보리는 한 섬에 20만 전까지 값이 치솟았으며, 결국 사람들이 서로 잡아먹는 지경에까지 이르렀다. 이에 헌제는 시어사(侍御史) 후문을 시켜 태창(太倉)을 열어 곡식을 풀었고, 죽을 쑤어 굶주린 사람들에게 먹이도록 하였다. 그러나 며칠이 지나도록 아사자가 줄지 않았고, 헌제는 이를 의심하여 직접 죽을 쑤는 과정을 지켜보았다. 결국 일이 제대로 시행되지 않았음을 알게 되었고, 헌제는 시중(侍中) 유애(劉艾)를 담당관에게 보내 이를 꾸짖었다. 결국 상서령(尙書令) 이하 모든 관원들이 궐문을 나와 사죄하고 후문을 잡아들여 조사할 것을 주청하니, 헌제가 조서를 내렸다.
| “ | 차마 후문을 이관(理官)으로 넘길 수는 없다. 곤장 50대면 족하다. | ” |

후문을 벌한 후, 일이 철저히 진행되었다.